# 大阪市音樂團
大阪市音樂團（英文：Osaka Municipal Symphonic Band，日文：大阪市音楽団），日本大阪管樂團。

## 概要
大阪市音樂團，也被稱為市音（しおん），是一支專業日本大阪管樂團。樂團成立於1923年，是日本歷史最長的管樂團。 樂團直接由大阪市政府管理，是日本唯一一支由當地政府管理的管樂團。

## 歷史
大阪市音樂團的原名是大日本帝國陸軍第4師團軍樂隊（大日本帝国陸軍第4師団軍楽隊），成立於1888年2月28日。
1923年3月25日，由於裁軍，第4師團軍樂隊解散。樂隊於天王寺音樂大廳舉行告別音樂會。
1923年6月1日 ，前樂隊成員組成大阪市音樂隊（大阪市音楽隊），由大阪市補貼演出。
1946年6月22日，樂隊的名字重命名為大阪市音樂團（大阪市音楽団）。
自1962年以來，大阪市音樂團負責每年全國高中棒球邀請賽的進場奏樂。
大阪市音樂團與東京佼成管樂團互相輪流為每年的管樂比賽指定曲做演奏錄音。

## 團長
- 第1屆：林亘（1923年 - 1945年）
- 第2屆：勝部藤五郎（1945年 - 1947年）
- 第3屆：辻井市太郎（1947年 - 1978年）
- 第4屆：永野慶作（1978年 - 1985年）
- 第5屆：木村吉宏（1985年 - 1998年）※1998年4月 - 2002年3月：名誉指揮者
- 第6屆：龍城弘人（1998年 - 2001年）
- 第7屆：辻野宏一（2001年 - 時期不明）
- 第8屆：竹原明（時期不明）
- 第9屆：島貫利博（時期不明 - 2012年3月）
- 第10屆：辻浩二（2012年4月1日 - ）

## 指揮
- 金洪才（1991年 - 1994年　首席指揮）
- 海因茨·弗里森（1995年 - 1998年　首席指揮）
- 堤俊作（1998年 - 2002年　藝術顧問・首席指揮）
- 渡邊一正（2001年 - 2002年　首席客演指揮）
- 秋山和慶（2003年 - 　特別指揮・藝術顧問）
- 小松一彦（2007年 - 　首席客演指揮）
- 宮川彬良（2010年 - 　藝術總監）

## 外部連結
- 大阪市音楽團 （页面存档备份，存于）
- GO! GO! 市音! 大阪市讚美的聲音